# Dilar parthenopaeus
Dilar parthenopaeus är en insektsart som beskrevs av A. Costa 1855. Dilar parthenopaeus ingår i släktet Dilar och familjen Dilaridae. Inga underarter finns listade i Catalogue of Life.